# 安伯維尤海茨 (密蘇里州)
安伯維尤海茨（英語：Umber View Heights）是位於美國密蘇里州錫達縣的村。

## 人口
根據2020年美國人口普查的數據，安伯維尤海茨的面積為0.16平方千米，皆為陸地。當地共有人口41人，而人口密度為每平方千米256人。